# Springspinnen
Springspinnen (Salticidae) zijn een familie van spinnen bestaande uit 5423 soorten in 575 geslachten met zeer goed ontwikkelde voor-middenogen die op het gezicht jagen en hun prooi bespringen. Ze spinnen geen web, maar gebruiken wel een spinragdraad om zichzelf te zekeren voor ze een sprong wagen. De ogen reflecteren in het donker als er licht op valt.

## Kenmerken
De meeste spinnen hebben een stevig, harig lichaam, dat meestal bruin of zwart-grijs is. Tropische soorten hebben wat meer variatie, vaak met een ingewikkelde tekening. Bij sommige soorten is het hele achterlijf helderrood of oranje. De lichaamslengte varieert van 2 tot 16 millimeter.

## Leefwijze
Deze dagactieve dieren verblijven het liefst op warme, zonnige plaatsen. Ze besluipen hun prooi op de grond, op muren of in struiken. Komt de prooi binnen bereik, dan wordt deze besprongen. Een bijzonderheid is dat alleen van sommige springspinnen bekend is dat ze deels leven van nectar, alle andere spinnen zijn carnivoor. Bij slecht weer verstoppen ze zich in kleine zijden nestjes in spleten en scheuren, waar ze ook de winter doorbrengen.

## Voortplanting
De eieren worden ingepakt in een zijden eizakje en verstopt tussen planten, in moskussens of schorsspleten. Ze worden door het vrouwtje bewaakt, totdat ze uitkomen.

## De sprong
Ze springen door de voor- en achterpoten snel hydraulisch te strekken. Zo vangen ze prooien en ontsnappen ze aan vijanden. Voordat de spin een sprong waagt, spant ze eerst een veiligheidsdraad, voor het geval ze uit de koers raakt. De sprong is meestal zeer goed berekend, zodat de prooi weinig kans maakt.

## Gezichtsvermogen

Beeldhoeken van de acht ogen

Het visueel systeem van springspinnen is het hoogst ontwikkeld van alle soorten spinnen en wellicht zelfs van alle geleedpotigen. Ze hebben 4 grote, naar voren gerichte ogen, waarvan de twee middelste het grootst zijn. De middelste ogen zijn telelenzen met een heel kleine beeldhoek en zeer goede gezichtsscherpte. De ogen daarbuiten hebben deels overlappende beeldhoeken van ongeveer 60 graden; met deze ogen kunnen ze heel goed afstanden inschatten, maar ook vormen en bewegingen. De ooglens van de voor-middenogen is van goede kwaliteit en maakt scherpe afbeeldingen op het netvlies, dat vier lagen lichtgevoelige cellen bevat die voor licht van verschillende golflengten gevoelig zijn, waarbij de cellen voor de langste golflengten (die het minst worden gebogen door de lens) ook het verst van de lens af liggen. Hoe goed springspinnen zien, blijkt ook uit het feit dat ze op 20-30 centimeter afstand soortgenoten van andere soorten spinnen kunnen onderscheiden.

## Taxonomie
- Zie lijst van springspinnen voor een volledig overzicht van alle soorten.
- Zie lijst van geslachten van de springspinnen voor een overzicht van alle geslachten.

## Soorten in België

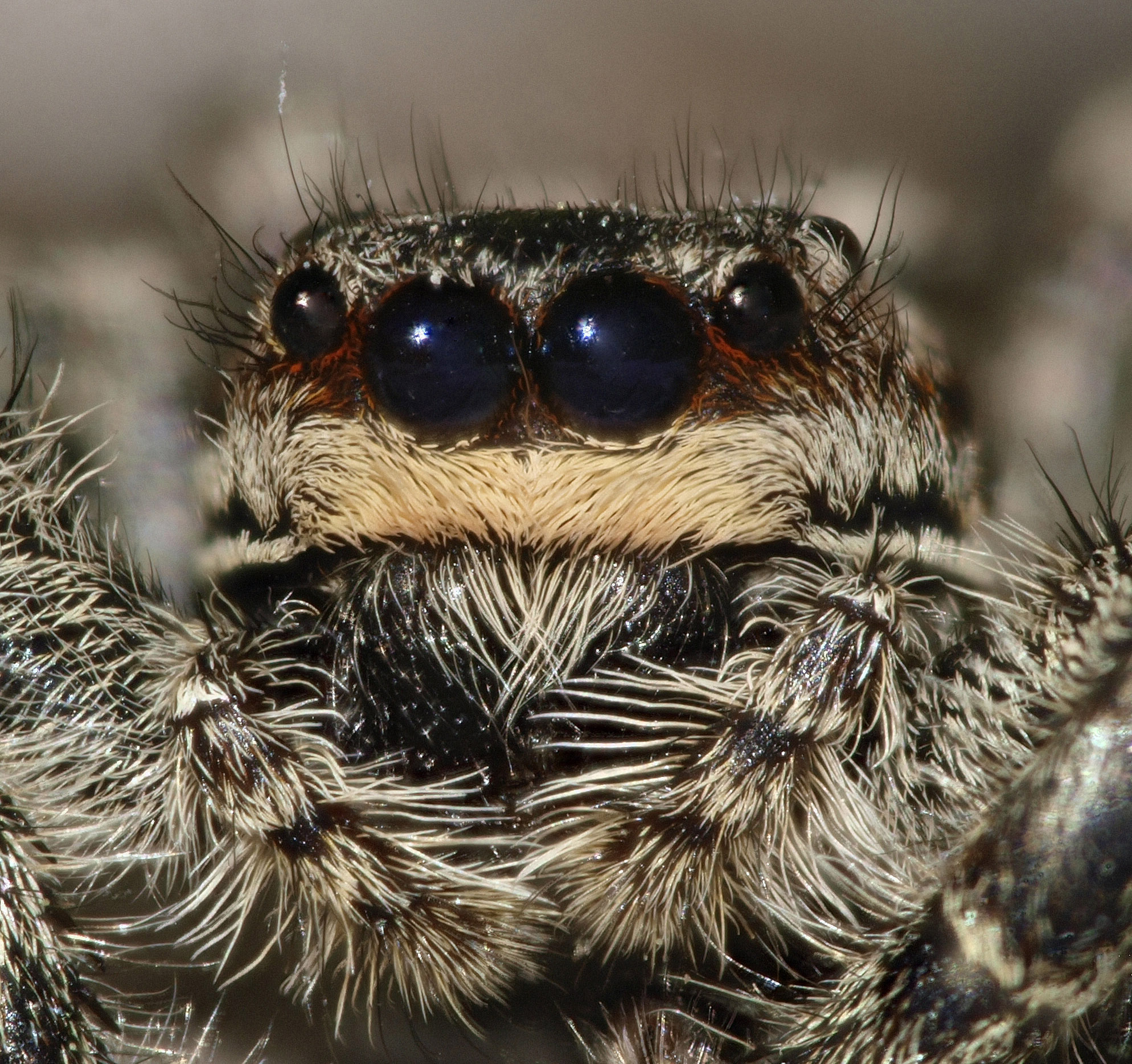
Schorsmarpissa, vrouwtje

De volgende springspinnen komen in België voor:
- Aelurillus v-insignitus (Clerck, 1757) - V-Vlekspringspin
- Asianellus festivus (C.L. Koch, 1834)
- Ballus chalybeius (Walckenaer, 1802) - Eikenspringspin
- Dendryphantes rudis (Sundevall, 1833) - Glanzende dennenspringer
- Euophrys frontalis (Walckenaer, 1802) - Gewone zwartkop
- Evarcha arcuata (Clerck, 1757) - Bonte grasspringspin
- Evarcha falcata (Clerck, 1757) - Bonte springspin
- Evarcha jucunda (Lucas, 1846)
- Evarcha laetabunda (C.L. Koch, 1846) - Zeldzame grasspringspin
- Evarcha michailovi Logunov, 1992 - Heidespringspin[6]
- Hasarius adansoni (Audouin, 1826) - Kasspringspin
- Heliophanus aeneus (Hahn, 1832) - Rechte blinker
- Heliophanus auratus (C.L. Koch, 1835) - Moerasblinker
- Heliophanus cupreus (Walckenaer, 1802) - Gehaakte blinker
- Heliophanus dampfi (Schenkel, 1923) - Hoogveenblinker
- Heliophanus dubius (C.L. Koch, 1835) - Gevlekte blinker
- Heliophanus flavipes (Hahn, 1832) - Gewone blinker
- Heliophanus kochii Simon, 1868 - Koch’s blinker
- Heliophanus tribulosus (Simon, 1868) - Driepuntsblinker
- Leptorchestes berolinensis (C.L. Koch, 1846) - Grote mierspringspin
- Macaroeris nidicolens (Walckenaer, 1802) - Ovale Dennenspringer
- Marpissa muscosa (Clerck, 1757) - Schorsmarpissa
- Marpissa nivoyi (Lucas, 1846) - Helmmarpissa
- Marpissa pomatia (Walckenaer, 1802) - Goudbandmarpissa
- Marpissa radiata (Grube, 1859) - Rietmarpissa
- Myrmarachne formicaria (De Geer, 1778) - Bosmierspringspin
- Neon rayi (Simon, 1875) - Ray's neon
- Neon reticulatus (Blackwall, 1853) - Gewone neon
- Neon valentulus (Falconer, 1912) - Donkere neon
- Pellenes tripunctatus (Walckenaer, 1802) - Driepuntspringspin
- Phlegra fasciata (Hahn, 1826) - Gestreepte springspin
- Pseudeuophrys erratica (Walckenaer, 1826) - Bruine zwartkop
- Pseudeuophrys lanigera (Simon, 1871) - Huisspringspin
- Pseudicius encarpatus (Walckenaer, 1802) - Sjirpspringspin
- Salticus cingulatus (Panzer, 1797) - Boomzebraspin
- Salticus scenicus (Clerck, 1757) - Huiszebraspin, Harlekijn
- Salticus zebraneus (C.L. Koch, 1837) - Schorszebraspin
- Sibianor aurocinctus (Ohlert, 1865) - Dikpootspringspin
- Sitticus caricis (Westring, 1861) - Muisspringspin
- Sitticus distinguendus (Simon, 1868) - Kustspringspin
- Sitticus floricola (C.L. Koch, 1837) - Gevlekte moerasspringer
- Sitticus pubescens (Fabricius, 1775) - Harige springspin
- Sitticus saltator (O. P.-Cambridge, 1868) - Zandspringspin
- Synageles hilarulus (C.L. Koch, 1846) - Kleine mierspringspin
- Synageles venator (Lucas, 1836) - Slanke mierspringspin
- Talavera aequipes (O. P.-Cambridge, 1871) - Ringpootzwartkop
- Talavera aperta (Miller, 1971) - Zwartlijfzwartkop
- Talavera petrensis (C.L. Koch, 1837) - Bergspringspin
- Talavera thorelli (Kulczynski, 1891) - Thorell's zwartkop

## Soorten in Nederland
De volgende springspinnen komen in Nederland voor:
- Aelurillus v-insignitus (Clerck, 1757) - V-Vlekspringspin
- Ballus chalybeius (Walckenaer, 1802) - Eikenspringspin
- Dendryphantes rudis (Sundevall, 1833) - Glanzende dennenspringer
- Euophrys frontalis (Walckenaer, 1802) - Gewone zwartkop
- Euophrys herbigrada (Simon, 1871) - Witsnor
- Evarcha arcuata (Clerck, 1757) - Bonte grasspringspin
- Evarcha falcata (Clerck, 1757) - Bonte springspin
- Evarcha laetabunda (C.L. Koch, 1846) - Zeldzame grasspringspin (Twijfelachtig)[6]
- Evarcha michailovi Logunov, 1992 - Heidespringspin[6]
- Hasarius adansoni (Audouin, 1826) - Kasspringspin
- Heliophanus aeneus (Hahn, 1832) - Rechte blinker
- Heliophanus auratus (C.L. Koch, 1835) - Moerasblinker
- Heliophanus cupreus (Walckenaer, 1802) - Gehaakte blinker
- Heliophanus dubius (C.L. Koch, 1835) - Gevlekte blinker
- Heliophanus flavipes (Hahn, 1832) - Gewone blinker
- Heliophanus kochii Simon, 1868 - Kochs blinker
- Icius subinermis Simon, 1937
- Macaroeris nidicolens (Walckenaer, 1802) - Ovale dennenspringer
- Marpissa muscosa (Clerck, 1757) - Schorsmarpissa
- Marpissa nivoyi (Lucas, 1846) - Helmmarpissa
- Marpissa pomatia (Walckenaer, 1802) - Goudbandmarpissa
- Marpissa radiata (Grube, 1859) - Rietmarpissa
- Myrmarachne formicaria (De Geer, 1778) - Bosmierspringspin
- Neon reticulatus (Blackwall, 1853) - Gewone neon
- Neon valentulus (Falconer, 1912) - Donkere neon
- Pellenes tripunctatus (Walckenaer, 1802) - Driepuntspringspin
- Philaeus chrysops (Poda, 1761) - Vuurspringer
- Phlegra fasciata (Hahn, 1826) - Gestreepte springspin
- Pseudeuophrys erratica (Walckenaer, 1826) - Bruine zwartkop
- Pseudeuophrys lanigera (Simon, 1871) - Huisspringspin
- Saitis barbipes (Simon, 1868)
- Salticus cingulatus (Panzer, 1797) - Boomzebraspin
- Salticus scenicus (Clerck, 1757) - Huiszebraspin
- Salticus zebraneus (C.L. Koch, 1837) - Schorszebraspin
- Sibianor aurocinctus (Ohlert, 1865) - Dikpootspringspin
- Sibianor larae Logunov, 2001 - Roodkniedikpootspringspin[9]
- Sitticus caricis (Westring, 1861) - Muisspringspin
- Sitticus distinguendus (Simon, 1868) - Kustspringspin
- Sitticus floricola (C.L. Koch, 1837) - Gevlekte moerasspringer
- Sitticus inexpectus Logunov & Kronestedt, 1997 - Oeverspringspin
- Sitticus pubescens (Fabricius, 1775) - Harige springspin
- Sitticus saltator (O. P.-Cambridge, 1868) - Zandspringspin
- Synageles hilarulus (C.L. Koch, 1846) - Kleine mierspringspin
- Synageles venator (Lucas, 1836) - Slanke mierspringspin
- Talavera aequipes (O. P.-Cambridge, 1871) - Ringpootzwartkop
- Talavera petrensis (C.L. Koch, 1837) - Bergspringspin